# Celzij
Celzijev stupanj (°C, ili samo Celzij) je mjerna jedinica temperature u izvedenom SI sustavu. Jedinica Celzijev stupanj je po vrijednosti jednaka jedinici kelvin.
Celzijeva temperatura t definira se kao razlika dviju termodinamičkih temperatura T i T0:
t = T – T0
gdje je T0 = 273,15 kelvina.

## Povijest
Celzijev stupanj je dobio ime po Šveđaninu Andersu Celsiusu koji je definirao temperaturnu ljestvicu kao sto jednakih toplinskih dijelova (stupnjeva) između ledišta i vrelišta vode. Ta se jedinica koristi u Europi. Termometri s Celzijevim stupnjem su se počeli koristiti tek 1742. godine.